# 10 de agosto
El 10 de agosto es el 222.º (ducentésimo vigésimo segundo) día del año en el calendario gregoriano y el 223.º (ducentésimo vigésimo tercer) en los años bisiestos. Quedan 143 días para finalizar el año.

## Acontecimientos
- 612 a. C.: la capital del Imperio asirio, Nínive, cae a manos de los babilonios y los medos.
- 843: se firma el Tratado de Verdún, que dividió al poderoso imperio Carolingio de Carlomagno entre sus tres nietos y finalizó la guerra civil carolingia.
- 955: el rey Otón I consolida su autoridad por expulsar a las fuerzas magiares en la batalla de Lechfeld.
- 997: en Galicia, las tropas de Almanzor saquean y destruyen la ciudad de Santiago de Compostela, llevándose como botín las campanas de la ciudad.
- 1343: una segunda exploración llega a las islas Canarias al mando del navegante mallorquí Jaime Ferrer.
- 1519: desde Sevilla (España) zarpa la expedición mandada por el portugués Magallanes, que descubriría el paso entre el océano Atlántico y el océano Pacífico y acabaría dando por primera vez la vuelta al mundo, demostrando la esfericidad de la Tierra.
- 1520: En Santiago de Compostela, España, una multitud numerosa encabeza una revuelta callejera contra el impuesto extraordinario aprobado por el rey Carlos I para sufragar los gastos de su elección como emperador del Sacro Imperio Romano Germánico (préstamos, sobornos y viajes). La multitud apresó al representante de las Cortes y amenazó con ahorcarlo de no derogar el impuesto.
- 1557: en la batalla de San Quintín, las tropas de Felipe II, compuestas por contingentes españoles, flamencos, alemanes e ingleses, derrotan a las francesas de Enrique II.
- 1627: las fuerzas francesas, a las órdenes del cardenal Richelieu, inician el sitio de La Rochelle contra los hugonotes.
- 1675: A las 15:14 el astrónomo real John Flamsteed colocó la primera piedra del nuevo Observatorio Real[1] (Real Observatorio de Greenwich).
- 1678: en la Paz de Nimega, Francia pone fin a una guerra que sostenía contra España, Países Bajos, Estados alemanes y Dinamarca.
- 1697: el Conde de Corzana, Diego Hurtado de Mendoza, hace capitular Barcelona a las tropas del Duque de Vendôme que las estaban asediando desde hacía dos meses, en el marco de la guerra de los Nueve Años. Se oponen a esta rendición las autoridades barcelonesas y el Príncipe de Hesse-Darmstadt, futuro virrey de Cataluña.
- 1759: Carlos III es proclamado rey de España.
- 1792: en Francia se deroga la monarquía durante la revolución.
- 1793: en Francia se inaugura el denominado Museo Central de las Artes o Museo de la República, en la gran galería del palacio del Louvre.
- 1809: en Quito (Ecuador) un grupo de sublevados formaron una junta de gobierno provisional en apoyo al depuesto rey de España, Fernando VII. (A este evento se le conoce en el Ecuador como Primer Grito de Independencia). Por esa razón, la ciudad lleva el subtítulo «Luz de América».
- 1813: en Chile se funda el Instituto Nacional (actual Instituto Nacional Gral. José Miguel Carrera).
- 1819: en Santafé de Bogotá entra triunfante Simón Bolívar.
- 1839: en Francia se presenta el daguerrotipo, el primer paso hacia la fotografía.
- 1897: Felix Hoffmann descubre el ácido acetilsalicílico, conocido como aspirina.
- 1902: en Cabo Haitiano desembarcan tropas y entran en combate causando 50 muertos, durante la Guerra Civil de Haití.
- 1903: en París mueren 84 personas en un accidente de metro.
- 1904: Port Arthur es testigo de la desastrosa derrota de la flota rusa causada por la armada japonesa durante el transcurso de la guerra ruso-japonesa.
- 1911: en Reino Unido, la Cámara de los Comunes fija en 400 libras anuales el salario de los diputados.
- 1912: en Argentina, por iniciativa del Aeroclub Argentino, se crea la Escuela de Aviación Militar. Por ello se conmemora el Día de la Fuerza Aérea Argentina.
- 1913: el territorio de Macedonia que pertenecía a Bulgaria es cedido en parte a Serbia y Grecia tras el tratado de Bucarest que pone fin a la segunda guerra balcánica.
- 1918: Nicaragua y Honduras mantienen diferencias en la fijación de fronteras y aceptan el arbitraje de España.
- 1920: se firma el Tratado de Sèvres entre el Imperio otomano y el Triple Entente que inició la partición del Imperio otomano.
- 1924: en Berlín se presenta la bandera de la Unión, con los colores negro, rojo y amarillo.
- 1927: en el norte de África finaliza la guerra que España mantenía contra los marroquíes.
- 1927: en el monte Rushmore (Dakota del Sur) el escultor Gutzon Borglum y su hijo Lincoln comienzan a esculpir en la roca viva el monumento a los presidentes George Washington, Thomas Jefferson, Theodore Roosevelt y Abraham Lincoln.
- 1927: en Ecuador, se inaugura el Banco Central.
- 1929: en las obras de los saltos del Duero (España), una explosión causa 17 heridos.
- 1932: en España el general José Sanjurjo intenta un golpe de Estado (Sanjurjada).
- 1932: en el Museo del Louvre (París) aparece rajada la obra El Ángelus de Millet.
- 1934: en Chicago (Estados Unidos), mueren unas 350 personas a causa de una ola de calor.
- 1934: en Lima (Perú) se inaugura una nueva estación radiodifusora; la más potente en onda corta de toda Sudamérica.
- 1937: los obispos españoles publican una carta sobre la altísima significación de la «cruzada nacional» contra el Gobierno de la República.
- 1937: Inauguración de los edificios que ocupa actualmente la Escuela de Aviación Militar en la Guarnición Aérea Córdoba. Preside el acto el presidente de la Nación, general de división Agustín Pedro Justo.[2]
- 1938: el avión FW 200 Cóndor se convierte en el primer avión destinado a líneas aéreas regulares con su travesía sin escalas entre Berlín y Nueva York.
- 1938: en Bogotá (Colombia) se inaugura el Estadio Nemesio Camacho El Campín.
- 1939: el escritor César Vallejo publica Poemas humanos.
- 1941: en España, Fermín Trueba se proclama campeón de ciclismo.
- 1941: en Bilbao se inaugura la primera feria de muestras.
- 1944: en Ecuador, una huelga ferroviaria paraliza los trenes de viajeros y mercancías.
- 1945: Japón solicita de los aliados un armisticio a través del Gobierno suizo. Los aliados piden la "rendición incondicional".
- 1945: tropas soviéticas entran en Corea.
- 1946: finalizan sin acuerdo las negociaciones de Fontainebleau entre Francia y Vietnam.
- 1946: llega a Madrid el general de aviación estadounidense, James Doolittle.
- 1949: el boxeador Luis Romero se proclama campeón europeo de peso gallo.
- 1951: en Ion Sion (Rumania) se registra la temperatura más alta en la Historia de ese país: 44,5 °C (112,1 °F).
- 1952: en Luxemburgo se inaugura la CECA.
- 1954: Indonesia proclama su independencia y se desvincula de Países Bajos.
- 1956: en Argel, un atentado —atribuido a los colonos extremistas en la Casbah— causa la muerte de varias decenas de personas.
- 1957: en el área U12c.02 del Sitio de pruebas atómicas de Nevada, a las 0:59 (hora UTC) ―a las 16:59 (hora local) del 9 de agosto―, Estados Unidos detona su bomba atómica Saturn, de 0,00005 kilotones. Es la bomba n.º 102 de las 1132 que Estados Unidos detonó entre 1945 y 1992.
- 1962: en Cáceres (España) el conjunto urbano de Trujillo es declarado "ciudad monumental histórico-artístico".
- 1962: primera publicación del personaje ficticio y superhéroe "El Hombre Araña" (Spider-Man).
- 1963: en España se aprueban proyectos de ley para establecer un régimen de autonomía en Fernando Poo y Río Muni (Guinea Ecuatorial).
- 1964: el papa Pablo VI publica su primera encíclica: Eclesiam suam.
- 1969: un día después de los asesinatos de la actriz Sharon Tate y cuatro personas más, la secta del líder Charles Manson asesinan a Leno y Rosemary Labianca.
- 1970: en Grecia, el gobierno decide liberar a 500 presos que retenía en campos de concentración.
- 1974: los españoles Antonio Goróstegui y Manuel Albalat se proclaman campeones del mundo en la clase 470 de vela.
- 1979: en su toma de posesión como presidente de Ecuador, Jaime Roldós declara una amplia amnistía y anuncia la formación de un Gobierno de concentración nacional.
- 1979: Michael Jackson presenta su primer disco solista Off The Wall. Es el primero en alcanzar 4 sencillos en el Top 10 estadounidense.
- 1979: Se crea en Argentina el Liceo Aeronáutico Militar en la localidad de Funes, provincia de Santa Fe.[3]
- 1982: en España se crea la comunidad autónoma de Canarias.
- 1983: Licio Gelli, ex gran maestro de la logia masónica italiana P-2, se evade de la prisión de Ginebra (Suiza), donde estaba preso desde hacía un año.
- 1983: el Tribunal Constitucional español considera que la LOAPA (Ley Orgánica para Armonizadora del Proceso Autonómico) ni es orgánica ni armonizadora, por lo que le confiere un rango inferior al de los estatutos de autonomía, suprime siete artículos y modifica otros tantos. La sentencia, dictada a instancias del recurso presentado por los gobiernos catalán y vasco, significa un revés para el gobierno socialista.
- 1983: frente a la isla de Helgoland (en el mar del Norte) la organización Greenpeace impide el vertido de ácido al mar por parte del consorcio químico Kronos Titan.
- 1984: en Ecuador, toma posesión del cargo el presidente León Febres-Cordero.
- 1986: muere asesinado el general Arun Shridhar Vaidya, el militar más condecorado de la India, que entre el 3 y el 6 de junio de 1984 había dirigido la masacre de 492 civiles sijes en el Templo Dorado, el santuario de la religión sij en Amritsar. (El 31 de octubre de 1984, la responsable política de la masacre, Indira Gandhi, fue asesinada por sus guardaespaldas sijes).
- 1987: Irak ataca instalaciones petrolíferas iraníes, rompiendo así una tregua que había durado un mes.
- 1987: en los Estados Unidos, la banda de hard rock Guns n' Roses presenta su disco de debut Appetite for Destruction.
- 1988: en Quito (Ecuador), delegaciones de 70 países y de 40 organismos internacionales asisten a la toma de posesión del presidente Rodrigo Borja.
- 1990: en Lima (Perú) se producen saqueos tras la entrada en vigor del plan económico del nuevo presidente Alberto Fujimori.
- 1992: en Quito (Ecuador), Sixto Durán Ballén asume como presidente.
- 1993: se publica el álbum en español titulado Todo historias, del cantante de pop latino italiano Eros Ramazzotti.
- 1993: El músico Varg Vikernes asesina a Euronymous
- 1994: la escritora bangladesí Taslima Nasrin, amenazada de muerte por los fundamentalistas islámicos, abandona su país y se refugia en Suecia.
- 1994: en República Dominicana, José Francisco Peña Gómez y Joaquín Balaguer firman el Pacto por la democracia para solucionar la crisis política.
- 1995: en el municipio de Yebra (Guadalajara), las fuertes lluvias caídas en el centro de España provocan la muerte de once personas.
- 1996: Abdalá Bucaram asume como presidente de Ecuador.
- 1997: el ejército israelí realiza un bombardeo a pocos kilómetros de la frontera con Siria, lo que vuelve a poner en crisis el proceso de paz entre palestinos e israelíes.
- 1998: Jamil Mahuad asume como presidente de Ecuador.
- 1999: la región rusa de Daguestán proclama su independencia.
- 2001: el transbordador espacial Discovery parte de Cabo Cañaveral rumbo a la Estación Espacial Internacional (EEI) con la tercera tripulación permanente.
- 2002: el atletismo español suma tres nuevas medallas en los Europeos de Múnich: oro de Marta Domínguez en los 5000 m y oro y bronce de Antonio Jiménez y Luis Martín Berlanas en los 3000 m obstáculos.
- 2003: Kim Clijsters alcanza el número 1 de la lista de clasificación de la WTA.
- 2003: en Basora (Irak), miles de iraquíes se manifiestan contra la carestía de la gasolina y la electricidad, tras la guerra.
- 2003: el nadador estadounidense Michael Phelps bate el récord mundial de 200 m estilos (1 min 55,94 s), por cuarta vez en la temporada, y se despide de los Campeonatos con cinco medallas de oro.
- 2003: en los Estados Unidos se transmite el último capítulo de la serie Futurama.
- 2004: en los Estados Unidos, el presidente George W. Bush nombra director de la CIA al congresista republicano Porter Goss.
- 2004: en el noroeste de Colombia, el Ejército mata a 30 guerrilleros de las FARC (Fuerzas Armadas Revolucionarias de Colombia).
- 2005: en Chile, un juez procesa por fraude fiscal a la esposa y uno de los hijos de Augusto Pinochet.
- 2006: la policía británica detiene a 24 presuntos presuntos terroristas que pretendían atentar de forma inminente.
- 2007: en Chile, asume como entrenador del equipo nacional de fútbol el argentino Marcelo Bielsa.
- 2010: en la Antártida se registra la temperatura más baja de la historia: –93,2 °C.
- 2012: Ola de calor en España con registros de más de 44 °C en Andalucía, Región de Murcia, Comunidad Valenciana, Castilla-La Mancha, Comunidad de Madrid y Extremadura y más de 42 °C en Aragón, Castilla y León, Navarra, La Rioja y País Vasco. La temperatura más alta se registró en Montoro (Córdoba) con 46,1 °C.

## Nacimientos
- 1296: Juan I de Bohemia, rey húngaro (f. 1346).
- 1377: Alfonso I de Braganza, noble portugués (f. 1461).
- 1397: Alberto II, emperador alemán del Sacro Imperio Romano (f. 1439).
- 1560: Hieronymus Praetorius, compositor alemán (f. 1629).
- 1602: Gilles de Roberval, matemático francés (f. 1675).
- 1645: Eusebio Kino, misionero italiano (f. 1711).
- 1757: Joaquín Lorenzo Villanueva y Astengo, escritor y político español (f. 1837).

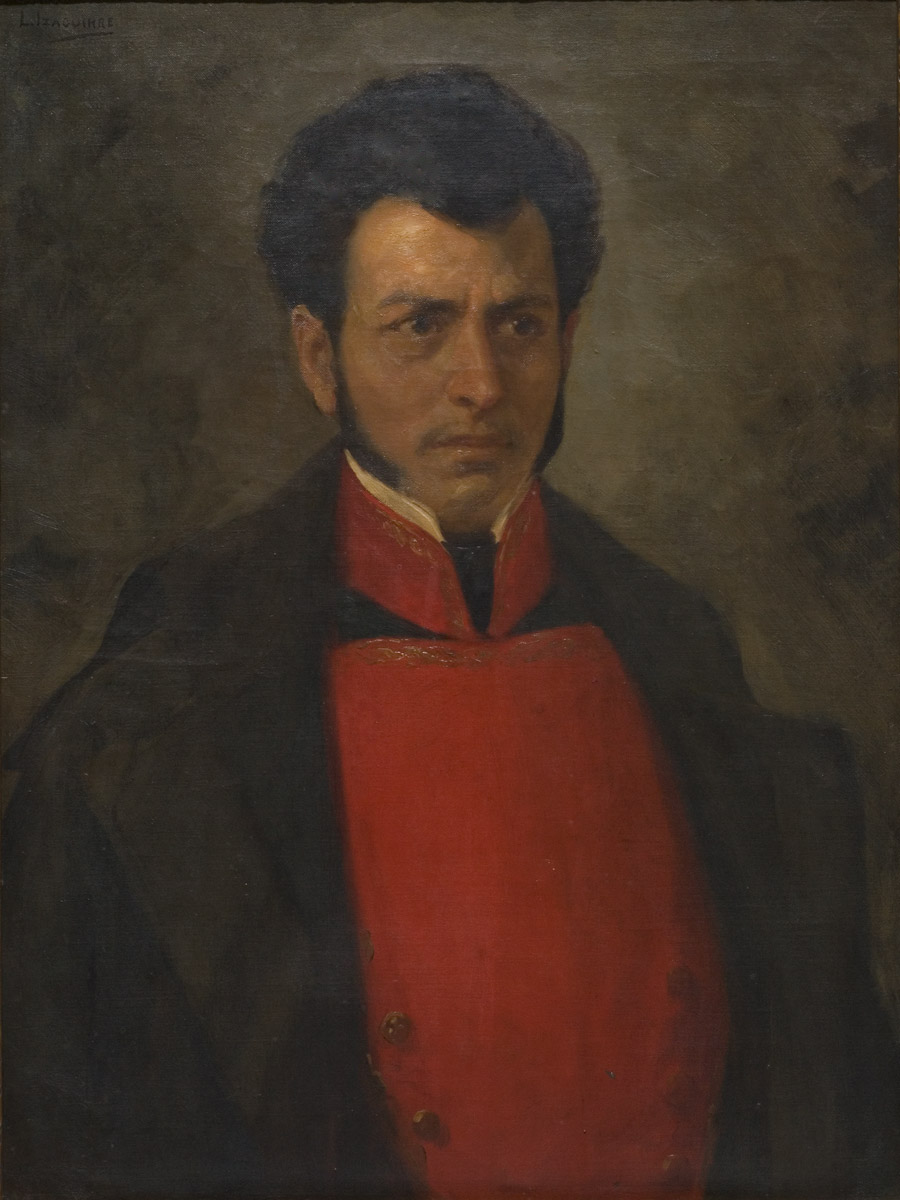
Vicente Ramón Guerrero Saldaña

- 1782: Vicente Guerrero, caudillo de la guerra de independencia mexicana y 2.°presidente de México (f. 1831).
- 1790: Mariano Melgar, escritor peruano (f. 1815).
- 1795: Lorenzo Arrazola, político español  (f. 1873).
- 1801: Christian Hermann Weisse, teólogo protestante alemán (f. 1866).
- 1803: Juan Manuel Cagigal y Odoardo, matemático venezolano (f. 1856).
- 1810: Lorenzo Batlle, presidente uruguayo (f. 1887).
- 1810: Camilo Benso, estadista italiano (f. 1861).
- 1814: Henri Nestlé, industrial suizo, fundador de la empresa alimenticia Nestlé (f. 1890).
- 1826: Ramón Martí Alsina, pintor español (f. 1894).
- 1845: Abay Kunanbayuli, escritor y filósofo ruso (f. 1904).
- 1846: Narcís Oller, escritor español (f. 1930).
- 1848: William Harnett, pintor estadounidense (f. 1892).
- 1856: William Willett, inventor británico (f. 1915).
- 1865: Aleksandr Glazunov, compositor ruso (f. 1936).

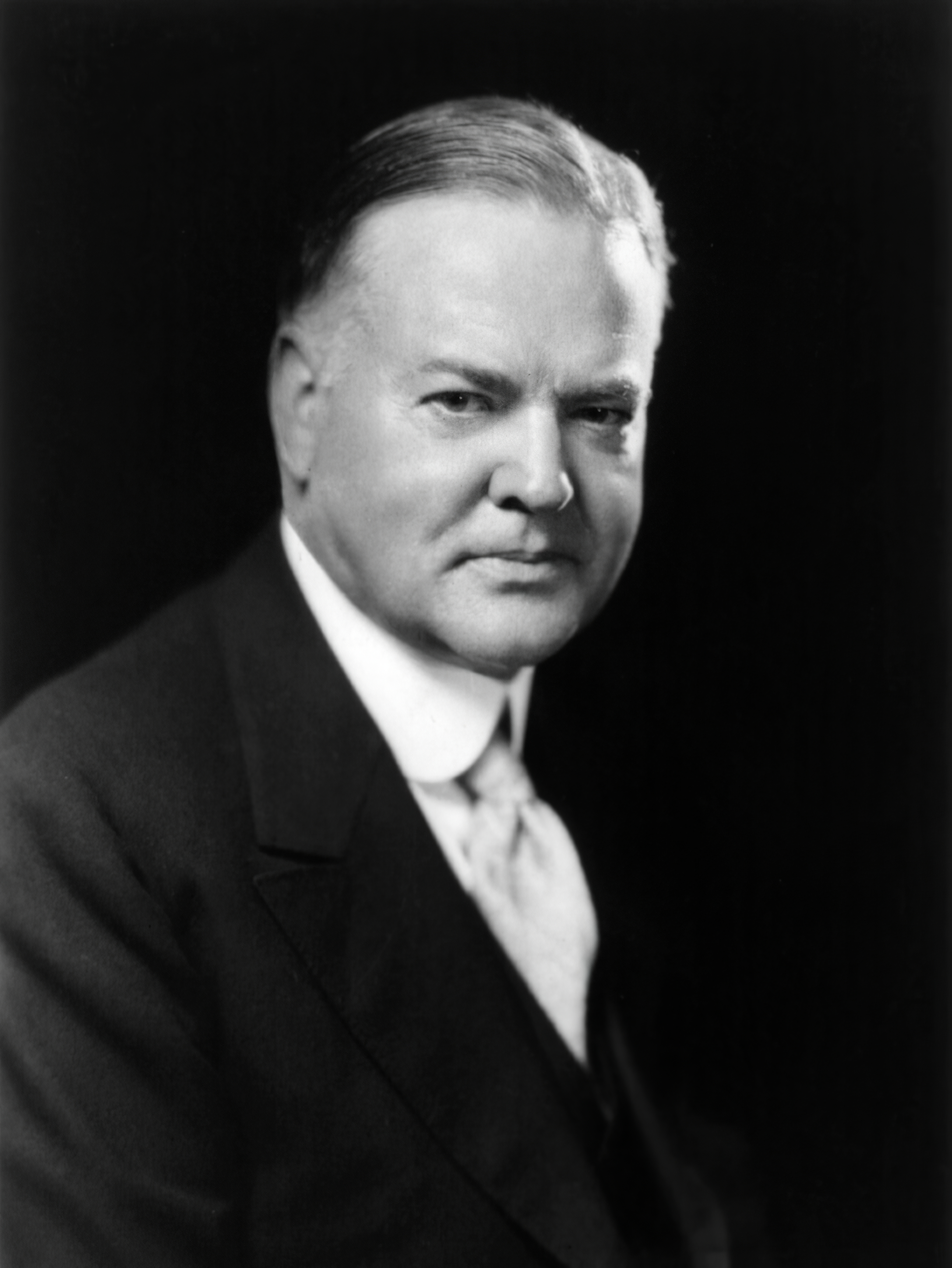
Herbert Hoover.

- 1874: Herbert Hoover, político estadounidense, presidente de los Estados Unidos entre 1929 y 1933 (f. 1964).
- 1874: Antanas Smetona, presidente lituano (f. 1944).
- 1877: Frank Marshall, ajedrecista estadounidense (f. 1944).
- 1878: Alfred Döblin, escritor alemán (f. 1957).
- 1883: Winifred Brenchley, agrónoma, botánica británica (f. 1953)
- 1884: Panait Istrati, escritor rumano (f. 1935).
- 1884: Felipe Sassone, escritor y periodista peruano (f. 1959).
- 1892: Salvador Gil Vernet, médico e investigador español (f. 1987).
- 1893: Agustín Millares Carlo, paleográfo y académico español (f. 1980).
- 1894: Varahagiri Venkata Giri, presidente indio (f. 1980).
- 1896: Walter Lang, cineasta estadounidense (f. 1972).
- 1898: Jack Haley, actor estadounidense (f. 1979).
- 1902: Norma Shearer, actriz canadiense (f. 1983).

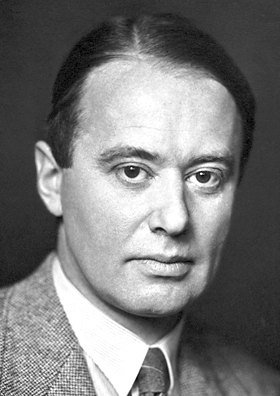
Arne Tiselius

- 1902: Arne Tiselius, químico sueco, Premio Nobel de Química en 1948 (f. 1971).
- 1905: José Prat, letrado y político socialista español (f. 1994).
- 1907: Zinaida Botschantzeva, botánica rusa (f. 1973).
- 1907: Corisco, cangaceiro brasileño (f. 1940).
- 1909: Leo Fender, lutier estadounidense (f. 1991).
- 1909: Manuel Sielecki, empresario argentino (f. 1998).
- 1910: Guy Mairesse, piloto francés de automovilismo (f. 1954).
- 1911: Shilinsky, comediante lituano (f. 1985).
- 1912: Jorge Amado, novelista y académico brasileño (f. 2001).
- 1912: Teresa Casuso Morín, intelectual cubana (f. 1994).
- 1913: Wolfgang Paul, físico alemán, premio nobel de física en 1989 (f. 1993).
- 1913: Noah Beery, Jr., actor estadounidense (f. 1994).
- 1914: Carlos Menditéguy, piloto argentino de carreras (f. 1973).
- 1914: Ken Annakin, cineasta británico (f. 2009).
- 1914: Tenzing Norgay, sherpa nepalí; en 1953 conquistó el Everest por primera vez junto con el alpinista neozelandés Edmund Hillary (f. 1986).
- 1919: Bob Doll, baloncestista estadounidense (f. 1959).
- 1919: Carlos Humberto Toledo, futbolista y entrenador guatemalteco (f. 1980).
- 1919: Sacha Vierny, cineasta francés (f. 2001).
- 1921: Jack B. Weinstein, juez estadounidense (f. 2021).
- 1923: Rhonda Fleming, actriz estadounidense (f. 2020).
- 1924: Carlos Castro Saavedra, escritor y poeta colombiano (f. 1989).
- 1924: Jean-François Lyotard, filósofo francés (f. 1998).
- 1924: Martha Hyer, actriz estadounidense (f. 2014).
- 1926: Blanca Varela, poetisa peruana (f. 2009).
- 1927: Vernon Washington, actor estadounidense (f. 1988).
- 1928: Jimmy Dean, cantante estadounidense (f. 2010).
- 1928: Eddie Fisher, cantante estadounidense (f. 2010).
- 1930: Marta Portal, escritora, crítica y periodista española (f. 2016).
- 1932: Trudy Pitts, cantante y tecladista estadounidense de soul jazz (f. 2010).
- 1932: Murray Melvin, actor de cine y teatro británico (f. 2023).
- 1933: Rocky Colavito, beisbolista estadounidense (f. 2024).
- 1937: Anatoli Sobchak, político ruso (f. 2000).
- 1939: Natalia Figueroa, periodista y escritora española.
- 1940: Bobby Hatfield, cantante estadounidense, miembro de la banda Righteous Brothers (f. 2003).
- 1942: Betsey Johnson, diseñadora de moda estadounidense.
- 1943: Jimmy Griffin, guitarrista estadounidense, miembro de la banda Bread (f. 2005).
- 1943: Louis Eugene Brus, químico estadounidense, Premio Nobel de Química 2023.
- 1943: Ronnie Spector, cantante estadounidense, miembro de la banda The Ronettes (f. 2022).
- 1943: Antoine Ghanem, político libanés (f. 2007).
- 1944: Abdul Latif Rashid, político kurdo-iraquí, Presidente de Irak desde 2022
- 1945: Toshizō Ido, político japonés, Gobernador de Hyōgo desde 2001.
- 1947: Ian Anderson, músico escocés, de la banda Jethro Tull.
- 1947: Antonio del Real, cineasta español.
- 1947: Anwar Ibrahim, político malasio, primer ministro de Malasia desde 2022.
- 1948: Patti Austin, cantante estadounidense.
- 1950: Esther Koplowitz, empresaria española.
- 1951: Juan Manuel Santos, político y economista colombiano, presidente de Colombia entre 2010 y 2018, premio nobel de la paz en 2016.
- 1952: José Ramón Ripoll, poeta español.
- 1952: Daniel Hugh Kelly, actor estadounidense.
- 1952: Roberto Bailey, futbolista hondureño (f. 2019).
- 1955: José Luis Gioia, actor y humorista argentino.
- 1956: Fred Ottman, luchador estadounidense.
- 1958: Wolfgang Funkel, futbolista alemán.
- 1959: Rosanna Arquette, actriz estadounidense.
- 1959: Pompeyo Audivert, actor argentino.
- 1960: Antonio Banderas, actor español.
- 1961: Jon Farriss, músico australiano, miembro de la banda INXS.
- 1962: Suzanne Collins, escritora estadounidense.
- 1963: Andrew Sullivan, periodista británico.
- 1964: Aaron Hall, cantante estadounidense.
- 1964: Andy Caldecott, piloto de motociclismo australiano (f. 2006).
- 1965: Claudia Christian, actriz estadounidense.
- 1965: John Starks, baloncestista estadounidense.
- 1966: Hansi Kürsch, cantante alemán, de la banda Blind Guardian.
- 1967: Riddick Bowe, boxeador estadounidense.
- 1967: Alessandro Rossi, político sanmarinense.
- 1968: Michael Bivins, cantante estadounidense, de la banda New Edition y Bell Biv DeVoe.
- 1968: Peter Docter, cineasta estadounidense.
- 1968: Salvatore Licitra, tenor italiano (f. 2011).
- 1968: José Manuel Seda, actor español.
- 1968: Fabián Vena, actor argentino.
- 1969: Aline Küppenheim, actriz chilena.
- 1971: Roy Keane, futbolista irlandés.
- 1971: Luca Guadagnino, cineasta italiano.
- 1971: Justin Theroux, actor estadounidense.
- 1972: Angie Harmon, actriz y modelo estadounidense.
- 1972: Christofer Johnsson, músico sueco.
- 1973: Lisa Raymond, tenista estadounidense.
- 1973: Javier Zanetti, futbolista argentino.
- 1974: Luis Marín, futbolista costarricense.
- 1974: David Sommeil, futbolista francés.
- 1974: Luis Martén, futbolista cubano.
- 1976: Michael Depoli, luchador estadounidense.
- 1977: Aaron Kamin, músico estadounidense, de la banda The Calling.
- 1977: Matt Morgan, cómico británico.
- 1977: Luciana Aymar, jugadora argentina de hockey sobre hierba.
- 1977: Yohei Kurakawa, futbolista japonés.
- 1977: Makoto Sunakawa, futbolista japonés.
- 1978: Miguel Salmon del Real, director de orquesta mexicano.
- 1978: Apichet Puttan, futbolista tailandés.
- 1978: Daniel Allsopp, futbolista australiano.
- 1979: Maynor Suazo, futbolista hondureño.
- 1980: Wade Barrett, luchador profesional británico.
- 1980: José Manuel Lechuga, conductor y actor de telenovelas y cine mexicano.
- 1981: Leonid Yelenin, astrónomo aficionado ruso, descubridor del cometa homónimo.
- 1981: Dimitris Salpigidis, futbolista griego.
- 1981: Taufik Hidayat, jugador indonesio de bádminton.
- 1982: Devon Aoki, modelo y actriz estadounidense.
- 1982: John Alvbåge, futbolista sueco.
- 1983: Héctor Faubel, piloto de motociclismo español.
- 1984: Osvaldo González, futbolista chileno.
- 1984: Kota Fukatsu, futbolista japonés.
- 1984: Ryan Eggold, actor estadounidense.
- 1985: Roy O'Donovan, futbolista norirlandés.
- 1986: Aurélien Joachim, futbolista luxemburgués.
- 1986: Kazuma Watanabe, futbolista japonés.
- 1987: Ari Boyland, actor neozelandés.
- 1987: Wilson Ramos, beisbolista venezolano.
- 1989: Ben Sahar, futbolista polaco-israelí.
- 1989: Axel Villanueva, futbolista nicaragüense.
- 1990: Lucas Till, actor estadounidense.
- 1990: Elise Kellond-Knight, futbolista australiana.
- 1990: Yuki Hashizume, futbolista japonés.
- 1991: Pratyusha Banerjee, actriz india (f. 2016):
- 1992: Dayer Quintana, ciclista colombiano.
- 1992: Ah-sung Ko, actriz surcoreana.
- 1992: Kevin Lasagna, futbolista italiano.
- 1992: Lee Jae-sung, futbolista surcoreano.
- 1993: Andre Drummond, baloncestista estadounidense.
- 1994: Bernardo Silva, futbolista portugués.
- 1994: SuA, integrante de Dreamcatcher
- 1995: Mariana Rodríguez Cantú, influencer, empresaria y modelo mexicana.
- 1995: Joel Rydstrand, futbolista sueco.
- 1995: Marcílio da Silva Miguel, futbolista brasileño.
- 1995: Denis Pineda, futbolista salvadoreño.
- 1996: Lumor Agbenyenu, futbolista ghanés.
- 1996: Rolando Arrasco, futbolista peruano.
- 1996: Iván Buigues, futbolista español.
- 1996: Gabriel Lunetta, futbolista italiano.
- 1997: Kylie Jenner, modelo estadounidense.
- 1997: Saad Agouzoul, futbolista marroquí.
- 1997: Cris Montes, futbolista español.
- 1997: Kai Edwards, baloncestista neerlandés.
- 1998: Yeeun, cantante y rapera surcoreana, miembro de CLC
- 1998: Miguel Aucca, futbolista peruano.
- 1998: Gianfranco Chávez, futbolista peruano.
- 1999: Ja Morant, baloncestista estadounidense.
- 1999: Jens Cajuste, futbolista sueco.
- 1999: Kike Hermoso, futbolista español.
- 1999: Frida Karlsson, esquiadora sueca.
- 1999: Jason Preston, baloncestista estadounidense.
- 1999: Unai Rementeria Castro, futbolista español.
- 1999: Yeferson Contreras, futbolista colombiano.
- 1999: Dayglow, cantante estadounidense.
- 1999: Keydomar Vallenilla, halterófilo venezolano.
- 2000: Jüri Vips, piloto de automovilismo estonio.
- 2000: Germán Todino, piloto de automovilismo argentino.
- 2000: Sophia Smith, futbolista estadounidense.
- 2000: Ramires, futbolista brasileño.
- 2000: Filip Prokopyszyn, ciclista polaco.
- 2000: Hiroya Matsumoto, futbolista japonés.
- 2000: Arnau Monné, atleta español.
- 2000: Waka Kobori, nadadora japonesa.
- 2000: Danilo Brnović, baloncestista montenegrino.
- 2000: Valery Bocherov, futbolista bielorruso.
- 2001: Kōki Saitō, futbolista japonés.
- 2001: Emerson Dimas, futbolista panameño.
- 2002: Lamine Sy, futbolista francés.
- 2002: Iker Benito, futbolista español.
- 2005: Rameshbabu Praggnanandhaa, ajedrecista indio.
- 2005: Nikola Topić, baloncestista serbio.

## Fallecimientos
- 612 a. C.: Sin-shar-ishkun, rey asirio (n. siglo VII a. C.)
- 258: San Lorenzo, diácono español (n. 225).
- 1346: Felipe de Borgoña, aristócrata francés (n. 1323).
- 1633: Anthony Munday, escritor británico (n. 1553).
- 1647: Rodrigo Caro, escritor español (n. 1573).
- 1653: Maarten Tromp, almirante neerlandés (n. 1598).
- 1655: Alfonso de la Cueva, cardenal, aristócrata y diplomático español (n. 1572).
- 1723: Guillaume Dubois, cardenal francés (n. 1656).
- 1759: Fernando VI, rey español (n. 1713).
- 1784: Allan Ramsay, pintor escocés (n. 1713).
- 1806: Michael Haydn, compositor austríaco (n. 1737).
- 1813: Francisco Antonio García Carrasco, militar español, gobernador de Chile (n. 1742).
- 1863: Julián Romea, actor y poeta español (n. 1813).
- 1864: Bartolomé Herrera, sacerdote peruano (n. 1808).
- 1883: Luis Piedrabuena, marino y patriota argentino (n. 1833).
- 1896: Otto Lilienthal, ingeniero aeronáutico alemán (n. 1848).
- 1896: Mirza Reza Kermani, revolucionario iraní (n. 1854).
- 1904: René Waldeck-Rousseau, político francés (n. 1846).
- 1915: Henry Moseley, físico británico (n. 1887).
- 1920: James O'Neill, actor estadounidense de origen irlandés (n. 1849).
- 1923: Joaquín Sorolla, pintor español (n. 1863).
- 1929: Pierre Fatou, matemático francés (n. 1878).
- 1934: Ignacio Sánchez Mejías, torero español (n. 1891).
- 1945: Robert Hutchings Goddard, inventor estadounidense (n. 1882).
- 1948: Montague Summers, sacerdote y erudito británico (n. 1880).
- 1948: Emmy Hennings, poeta y novelista alemana, dadaísta (n. 1885)
- 1960: Frank Lloyd, cineasta angloestadounidense (n. 1886).
- 1967: Vittorio Valletta, ingeniero italiano (n. 1883).
- 1970: Bernd Alois Zimmermann, compositor alemán (n. 1918).
- 1976: Karl Schmidt-Rottluff, pintor alemán (n. 1884).
- 1979: Germán López Prieto, productor de cine español (n. 1902).
- 1980: Yahya Khan, presidente pakistaní (n. 1917).
- 1986: Chuck McKinley, tenista estadounidense (n. 1945).
- 1986: Hernando Sanabria Fernández, escritor e historiador boliviano (n. 1909).
- 1988: Arnulfo Arias Madrid, político panameño (n. 1901).
- 1988: Rakhimzhan Qoshqarbaev, militar soviético (n. 1924).
- 1989: Alberto Sols, científico español (n. 1917).
- 1992: Aribert Heim, médico austríaco (n. 1914).
- 1993: Euronymous, guitarrista noruego, de la banda Mayhem (n. 1968).
- 1995: Aldo Protti, barítono italiano (n. 1920).
- 1997: Jean-Claude Lauzon, cineasta canadiense (n. 1953).
- 1997: Conlon Nancarrow, compositor mexicano de origen estadounidense (n. 1912).
- 1998: Manuel Sielecki, empresario argentino (n. 1909).
- 1998: Mario Ezcurdia Camacho, periodista y politólogo mexicano (n. 1925).
- 1999: Ernesto de Melo Antunes, militar y político portugués ideólogo de la Revolución de los Claveles (n. 1933).
- 1999: Bernardo Estornés Lasa, escritor y promotor de la cultura vasca (n. 1907).
- 2002: Kristen Nygaard, matemático noruego (n. 1926).
- 2003: Martín Clutet, director de televisión argentino (n. 1925).
- 2007: Tony Wilson, empresario británico (n. 1950).
- 2009: Francisco Valdés Muñoz, jugador y entrenador de fútbol chileno (n. 1943).
- 2010: Armando Robles Godoy, cineasta, escritor y periodista peruano de origen estadounidense (n. 1923).
- 2011: Moraíto Chico, guitarrista flamenco español (n. 1957).
- 2011: Lilia Michel, actriz mexicana (n. 1926).
- 2013: Eydie Gormé, cantante estadounidense (n. 1928).
- 2014: Gabriel Acosta Bendek, médico y político colombiano (n. 1931).
- 2019: Jeffrey Epstein, financiero estadounidense (n. 1953).
- 2019: Piero Tosi, vestuarista y decorador italiano (n. 1927).
- 2019: Carlos Pérez de Rozas i Arribas, fotógrafo y periodista español (n. 1948).
- 2019: Chicho Sibilio, jugador de baloncesto dominicano nacionalizado español (n. 1958).
- 2020: Jacobo Langsner, dramaturgo y escritor rumano nacionalizado uruguayo (n. 1927).
- 2022: Karina Vismara, cantautora argentina de música folk (n. 1990).
- 2023: Antonella Lualdi, actriz y cantante italiana (n. 1931).
- 2024: Kunwar Natwar Singh, diplomático y político indio (n. 1929).

## Celebraciones

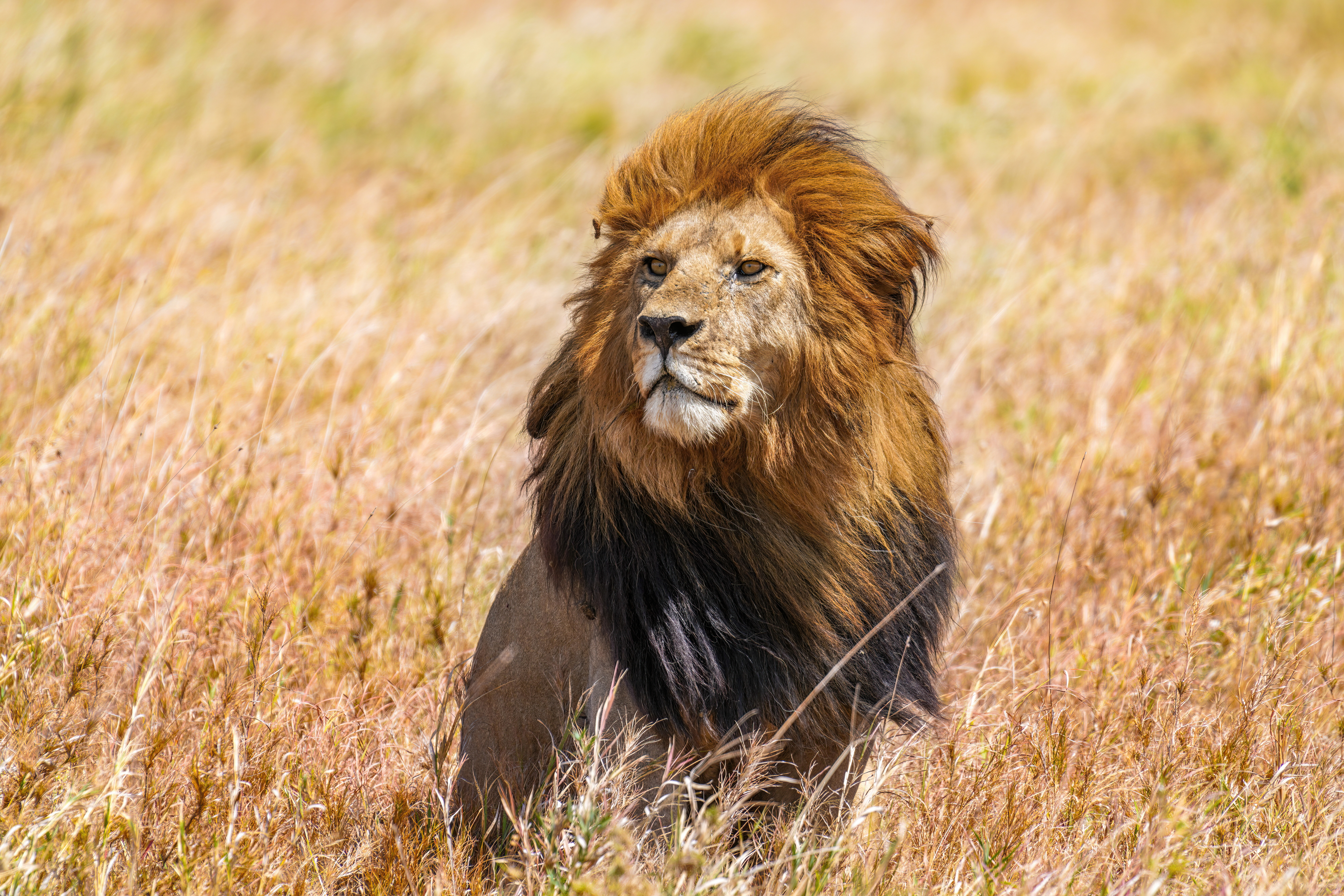
Panthera leo macho o león.

- Día Mundial del León.[4]
El Rey de la Selva, con la finalidad de generar conciencia de conservación y alertar a la humanidad sobre su inminente peligro de extinción como especie.[5]Esta fecha es recordatorio por el crimen del león Cecil, en el 2015, en el Parque Nacional Hwange, Zimbabue, África. Cazado fuera de su reserva natural y desollado, por encargo de un dentista norteamericano.

- Día Internacional del Biodiésel.[6]
En recordación de la puesta en funcionamiento el 10 de agosto de 1893 (hace 132 años) del primer modelo de Rudolf Diesel en Alemania.[7]

 Por países
(Por orden alfabético)
- Argentina: 
  -  Día de la Fuerza Aérea Argentina.[8]
Fundación: 10 de agosto de 1912 (113 años).
  -  Día Nacional de la Isla de los Estados.[9]
Se celebra el 10 de agosto de cada año en Argentina en conmemoración del fallecimiento de Luis Piedrabuena, ese día de 1883.

- Chile: 
  - Día del Minero.
  - Día del Enólogo.

- Ecuador: 
  - Conformación de la primera Junta de Gobierno Autónoma de Quito

### Santoral católico

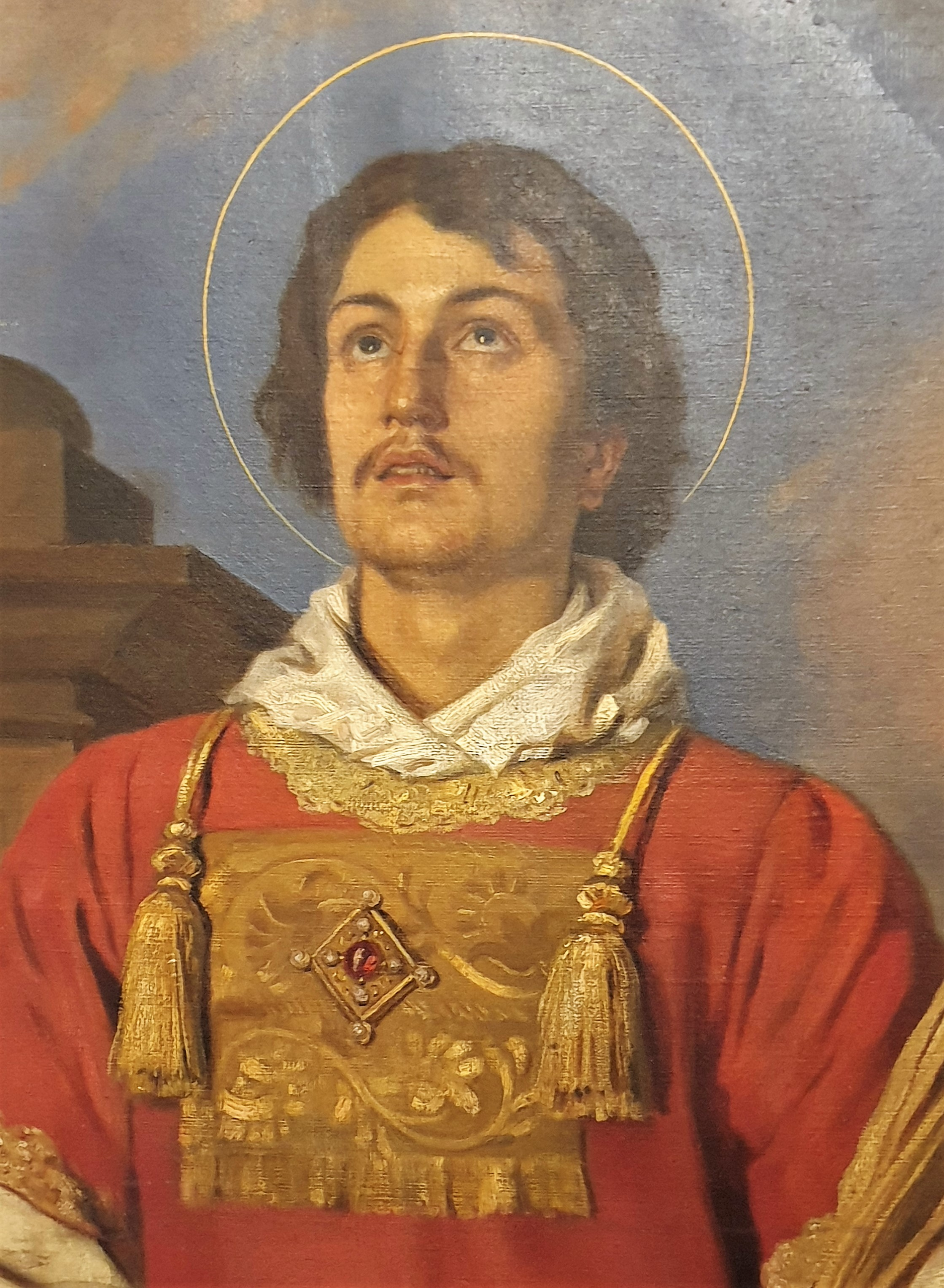
San Lorenzo.

- San Lorenzo. (imagen ilustrativa).
- Santa Asteria de Bérgamo.
- San Blano de Dumblan.
- Beato Agustín Ota.
- Beato Arcángel de Calatafino Piacentini.
- Beato José Toledo Pellicer.
- Beato Juan Martorell Soria.

 Por países
(Por orden alfabético)
- Día de los Diáconos Permanentes.[10]
Con ocasión de la fiesta de San Lorenzo, diácono y mártir de la Iglesia, cada 10 de agosto también se celebra este día. Un diácono, en el contexto cristiano, es un miembro del clero que ha recibido el sacramento del orden sagrado y ocupa un grado inferior al del sacerdote. Su función principal es el servicio, tanto en la liturgia como en la caridad, asistiendo al sacerdote y actuando como servidor del pueblo de Dios.

- Argentina:
  - San Lorenzo.
El Club Atlético San Lorenzo de Almagro lleva tal nombre en honor de este Santo, por impulso de uno de los fundadores de la institución deportiva, el sacerdote salesiano Lorenzo Massa.
  - Colonia Liebig, Provincia de Corrientes: Fiesta patronal en honor a San Lorenzo.

- Chile: 
  - Festividad de San Lorenzo.
Es una festividad religiosa chilena que se realiza cada año en San Lorenzo de Tarapacá, pueblo perteneciente a la comuna de Huara, en la Provincia del Tamarugal de la Región de Tarapacá.

- España:
  - Huesca: Fiestas en honor de San Lorenzo.
  - Mezquita de Jarque: Fiestas en honor de San Lorenzo.
  - Muniesa: Fiestas en honor de San Lorenzo
  - Fiestas de San Lorenzo en Madrid.
  - San Lorenzo de El Escorial: Fiestas en honor de San Lorenzo.

- Nicaragua:
  - Managua: Fiestas patronales en honor de Santo Domingo de Guzmán. La imagen de Santo Domingo es llevada de regreso a su santuario en Las Sierritas.

- Paraguay:
  - San Lorenzo: Fiestas en honor a San Lorenzo.

- Perú:
  - Matara: Fiestas en honor a San Lorenzo.